# Mona Vale

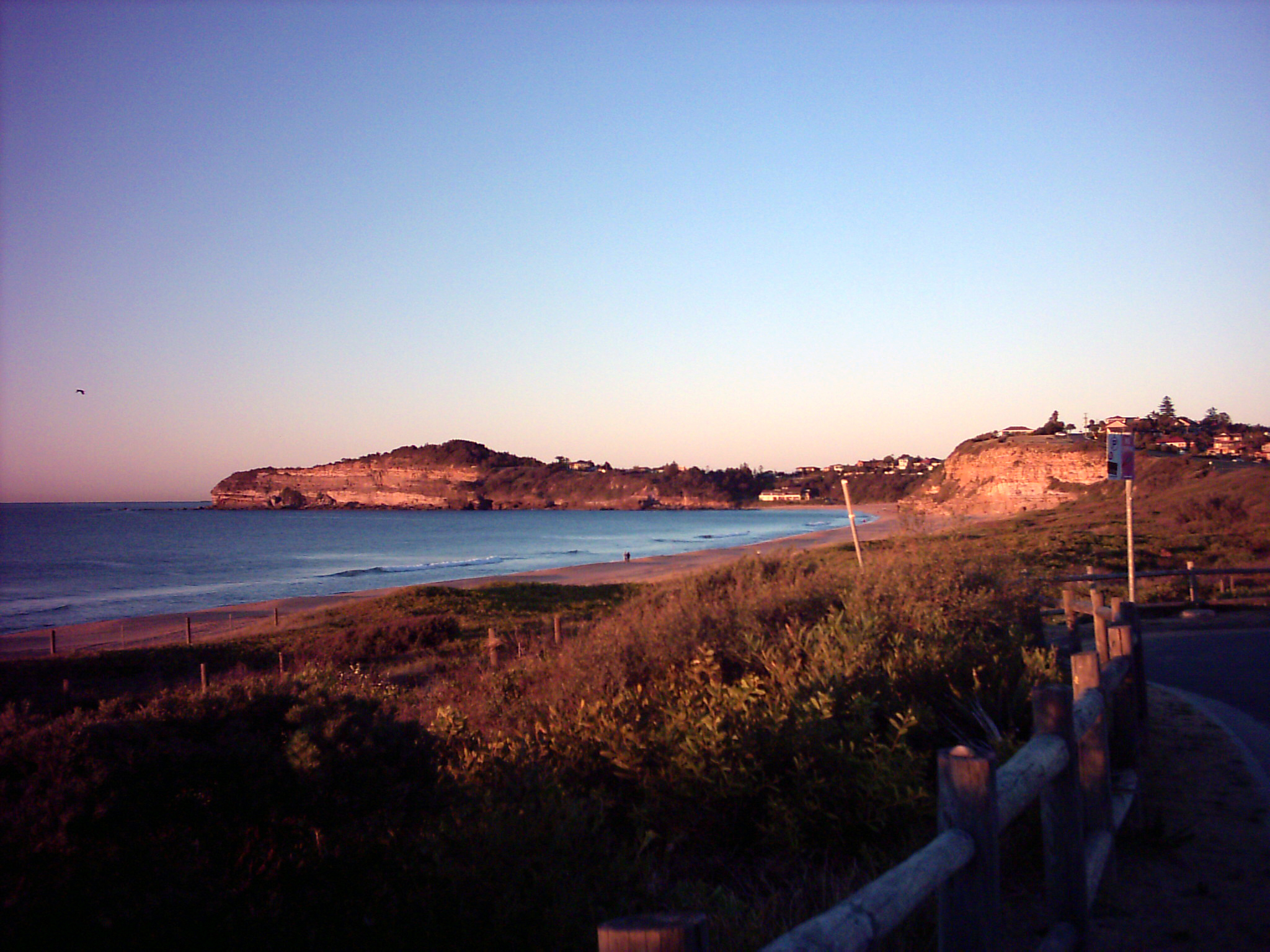
La playa de Mona Vale.

Mona Vale es un suburbio de Sídney, Australia situado en la comuna de Pittwater. Mona Vale es el centro de la comuna de Pittwater. Es un suburbio de 9281 habitantes. Está a 30 km al norte del Centro de Sídney en las playas de norte.
- Datos: Q955941
- Multimedia: Mona Vale, New South Wales / Q955941